# Maja Pelczarska
Maja Pelczarska (ur. 13 lipca 1995 w Rzeszowie) – polska siatkarka, grająca na pozycji rozgrywającej. 
Wychowanka MKS V LO Rzeszów.

## Sukcesy klubowe
Mistrzostwo I ligi:
- 2021